# Орлик (Атырауская область)
О́рли́к (каз. Өрлік) — село в Индерском районе Атырауской области Казахстана. Административный центр Орликовского сельского округа. Находится на правом берегу реки Урал, на расстоянии примерно 33 км к юго-юго-западу (SSW) от посёлка Индерборский, административного центра района. Код КАТО — 234047100.

## Население
В 1999 году население села составляло 2598 человек (1318 мужчин и 1280 женщин). По данным переписи 2009 года, в селе проживало 2741 человек (1393 мужчины и 1348 женщин).

## История
Станица Орловская входила в 3-й Гурьевский военный отдел Уральского казачьего войска.
Колхоз
В советское время в селе действовал колхоз «Передовик» Испульского района. В этом колхозе трудился Герой Социалистического Труда табунщик Идрис Усенов. Его именем названа одна из сельских улиц.